# Domnus Apostolicus
Domnus Apostolicus, o in latino classico Dominus Apostolicus, che significa Signore Apostolico, è un titolo storico, ai giorni nostri attribuito solamente al Papa, che fu utilizzato molto frequentemente tra il  VI e l'XI secolo.
Nella liturgia preconciliare, si canta nella seconda parte delle Litanie dei santi nella liturgia della Veglia pasquale la petizione: "Ut domnum apostolicum et omnes ecclesiasticos ordines in sancta religione conservare digneris, te rogamus, audi nos."

## Storia
Si usa il titolo di Apostolico per il papa in quanto questi occupa la Sede apostolica, cioè una fondata da Apostolo di Cristo, come lo erano quelle di Efeso, Filippi, Corinto etc.. Essendo Roma l'unica Chiesa Apostolica d'Occidente, la denominazione Sedes Apostolica designò semplicemente la Sede di Roma, e quindi Domnus Apostolicus venne ad indicare il Vescovo di Roma.
Tuttavia, in Gallia, già nel V secolo l'espressione Sedes Apostolica fu applicata a qualunque sede episcopale, essendo i vescovi i successori degli apostoli.
Nel VI secolo il termine era ormai di uso generale: molte lettere dei re Merovingi ai vescovi della Gallia erano indirizzate Domnis sanctis et apostolicā sede dignissimis ("Ai santi signori e oltremodo degni in ragione della sede apostolica"). Così ai vescovi gallici venne attribuito il titolo di Domnus Apostolicus.
Molte altre testimonianze scritte si trovano in testamenti e lasciti, ed una in una lettera di presentazione data a San Bonifacio da Carlo Magno. Tuttavia negli Atti di Carlo Magno e dei concili tenuti durante il suo regno, ed anche al di fuori dell'Impero Franco, come in Inghilterra, il termine Domnus apostolicus, nel suo uso corretto significò soltanto il Papa.
Esempi nella letteratura bizantina
L'unico esempio che trova in autori greci è, forse, nella seconda lettera di Teodoro Studita a papa Leone III, dove appare l'espressione Kyrios apostolikós.
Già molto prima di ciò, tuttavia, la parola Apostolicus da sola era stata utilizzata per designare il Papa. Probabilmente l'esempio più antico è nella lista dei papi compilata al tempo di papa Vigilio (morto nel 555), che inizia Incipiunt nomina Apostolicorum ("hanno inizio i nomi degli Apostolici"). L'espressione è ricorrente nei documenti dei re Carolingi, così come negli scritti anglosassoni.
Claudio di Torino da una curiosa spiegazione del termine: Apostoli custos ("Custode dell'apostolo").
Il titolo è usato anche negli atti del Secondo Concilio anglosassone di Cloveshoo, tenuto nel 747 da Papa Zaccaria.
Nel Concilio di Reims, (1049), il Vescovo di Compostela fu scomunicato quia contra fas sibi vendicaret culmen apostolici nominis ("poiché illegittimamente rivendicava per sé il prestigio di un nome Apostolico"), ritenendosi il successore di San Giacomo il Maggiore, ed in merito fu stabilito quod solus Romanus Pontifex universalis Ecclesiae Primas esset et Apostolicus ("che solo il Romano Pontefice fosse il Primate della Chiesa universale e Apostolico").
Si usavano anche le espressioni apostolicatus (pontificato) e l'ablativo assoluto apostolicante ("durante il pontificato di").
Bisogna notare che, nell'uso ecclesiastico, la forma sincopata domnus indica un governante umano, mentre la forma classica Dominus indica, invece, il Signore Dio. Così nei monasteri, prima del pasto, veniva chiesta la benedizione del superiore con la formula Jube Domne benedicere ("Voglia, o signore, dare la benedizione").